# Chmieliniec
Chmieliniec – wzgórze (211,43 m n.p.m.) w południowo-zachodniej Polsce, we Wzgórzach Strzelińskich, na Przedgórzu Sudeckim.